# Guadalupe (Espagne)
Pour les articles homonymes, voir Guadalupe.
Guadalupe (Puebla de Guadalupe) est une commune de la province de Cáceres dans la communauté autonome d'Estrémadure en Espagne. La ville est célèbre pour le monastère royal de Santa María de Guadalupe classé au patrimoine mondial de l'UNESCO.

## Culture et patrimoine
Le monastère royal de Santa María de Guadalupe, qui a été le plus important du pays pendant plus de quatre siècles, figure sur la liste du patrimoine mondial de l'UNESCO.
La Guadeloupe tient son nom actuel du monastère de la ville, dont la statue de la Vierge (la « Virgen de Guadalupe »), était vénérée par Christophe Colomb qui vint la remercier pour son aide lors de la découverte du « Nouveau monde ».
Guadalupe obtient en 2022 le label Meilleurs villages touristiques de l'Organisation mondiale du tourisme.

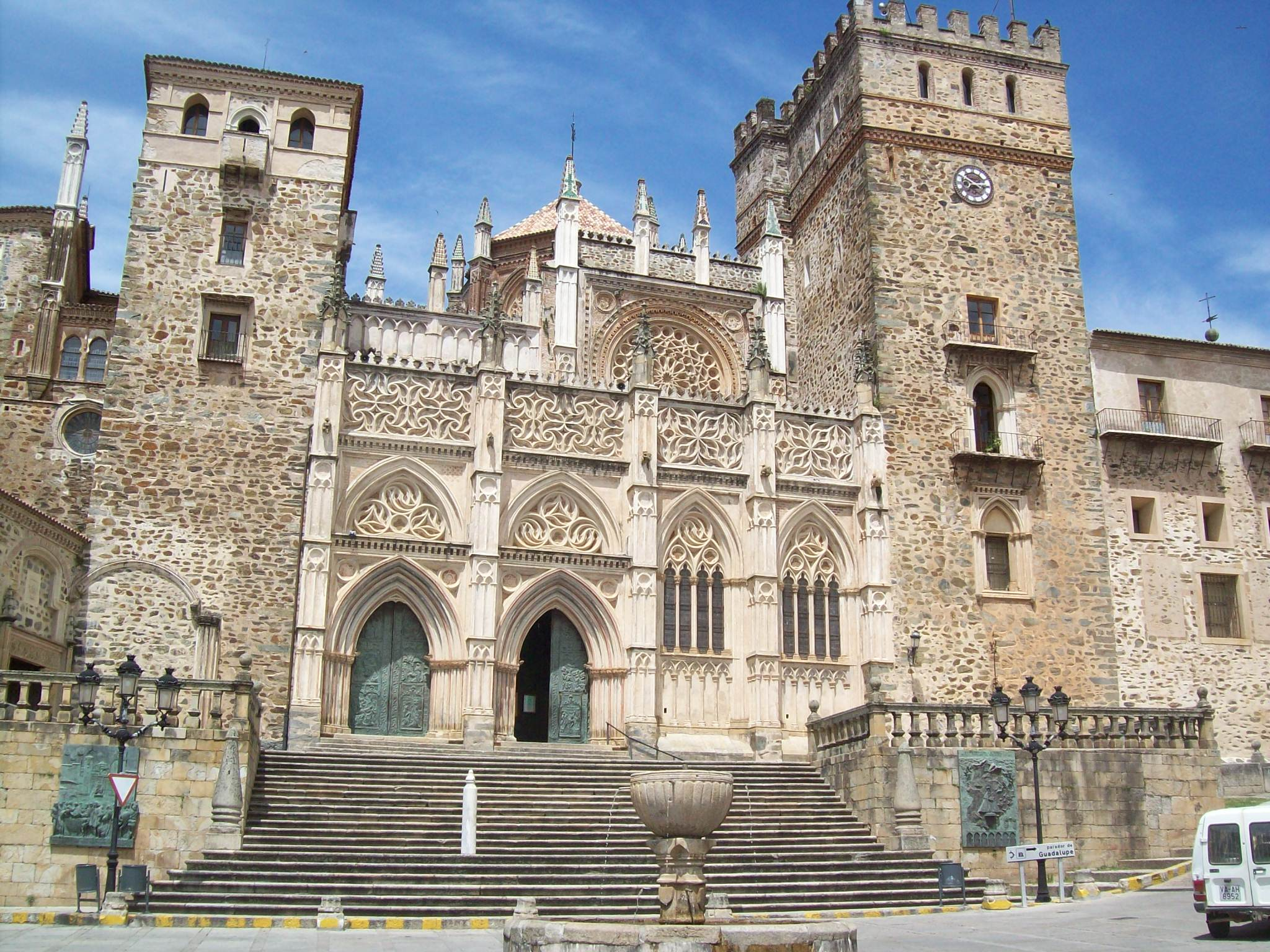
Façade du monastère royal de Santa María de Guadalupe
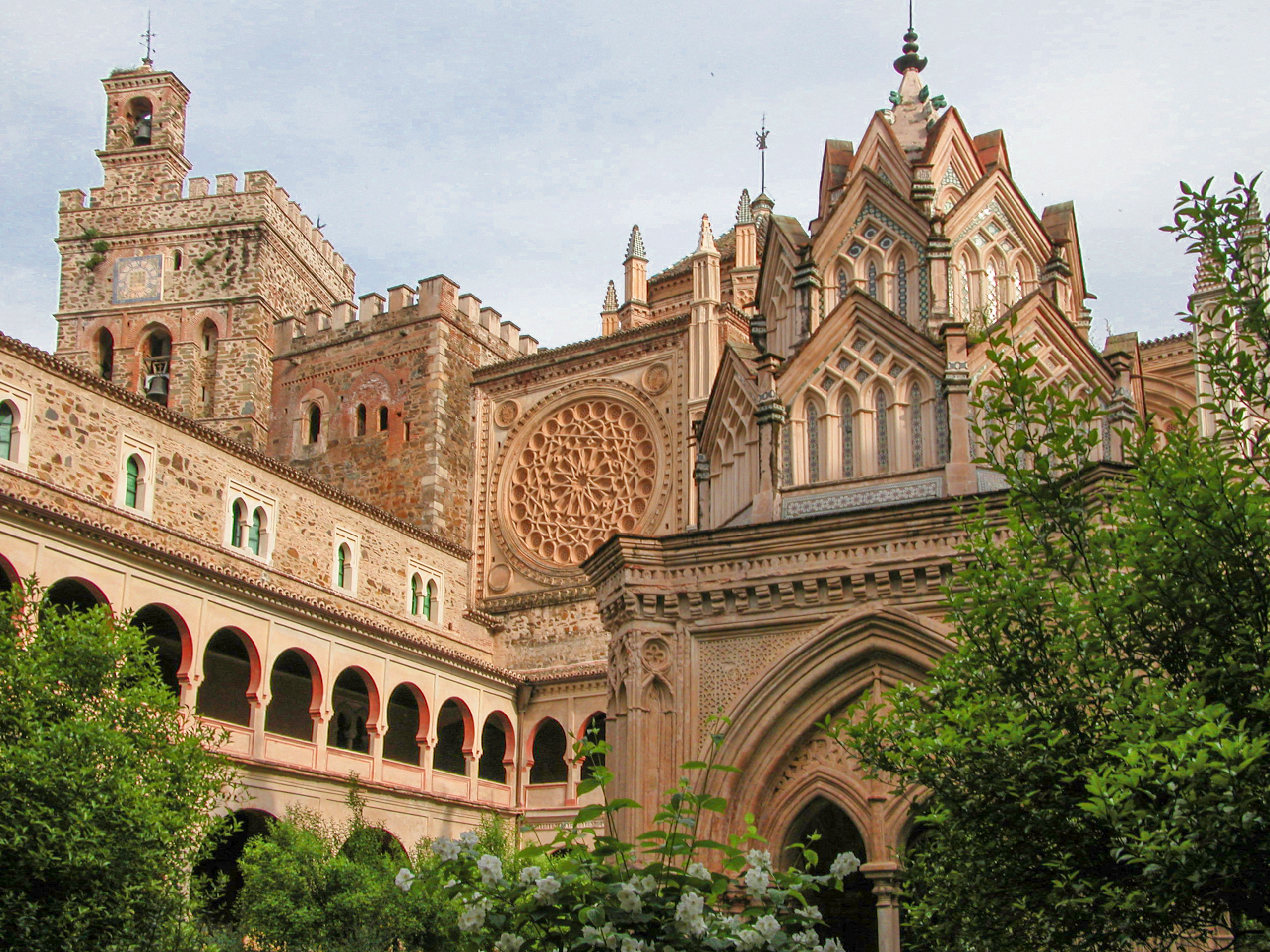
Cour intérieure